# Pêro Escobar (F 335)
Pêro Escobar (F 335) byla protiponorková fregata portugalského námořnictva. Jednalo se o modifikovanou verzi venezuelské třídy Almirante Clemente. Fregata byla ve službě v letech 1957–1975.

## Stavba

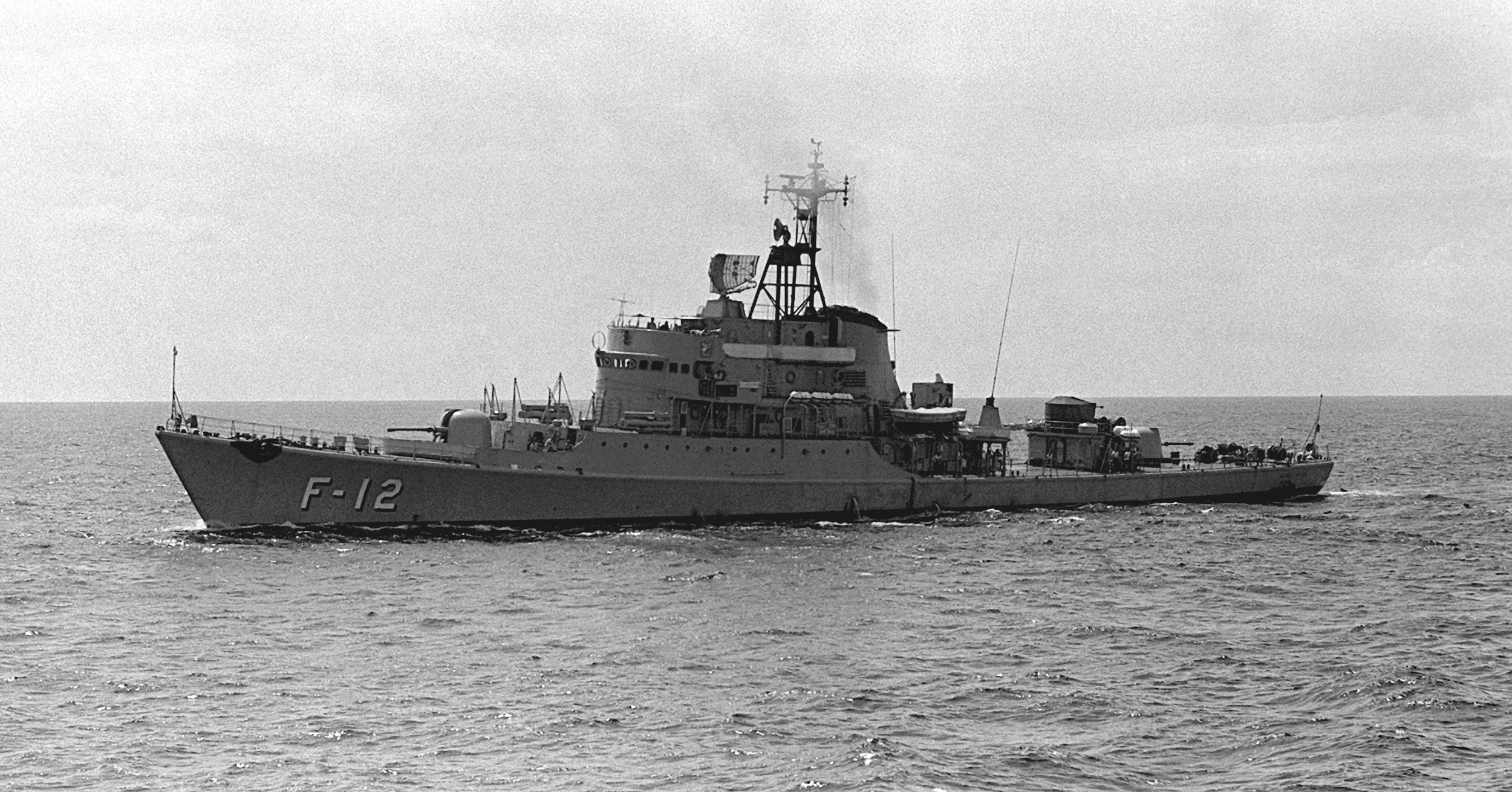
Fregata venezuelské třídy Almirante Clemente, ze které byla Pêro Escobar odvozena

Plavidlo postavila italská loděnice v Castellammare di Stabia u Neapole. Stavba přitom byla financována USA v rámci programu MDAP.

## Konstrukce
Z třídy Almirante Clemente byl převzat trup a pohonný systém. Loď nesla radar MLN-1A a sonar QCU-2. Výzbroj tvořily dva 76mm kanóny, dva 40mm kanóny Bofors, čtyři 20mm kanóny Oerlikon, dva salvové vrhače hlubinných pum Squid, dvě skluzavky hlubinných pum a trojhlavňový 533mm torpédomet. Pohon zajišťovaly dva kotle Ansaldo-Foster Wheeler a dvě parní turbíny Ansaldo-Genova o celkovém výkonu 24 000 shp. Lodní šrouby byly dva. Nejvyšší rychlost dosahovala 32 uzlů. Dosah byl 2800 námořních mil při rychlosti 12,5 uzlu.

### Modernizace
V letech 1967–1968 byla modernizována elektronika a výzbroj plavidla. Fregata dostala radary MLT-3A a MLA-1B a sonar SQS-29. Novou sestavu výzbroje tvořily čtyři 76mm kanóny, dva vrhače Squid a dva trojhlavňové 324mm protiponorkové torpédomety.